# 이일여자고등학교
이일여자고등학교(裡一女子高等學校)는 대한민국 전북특별자치도 익산시 인화동1가에 있는 사립 고등학교이다.

## 학교 연혁
- 1964년 10월 12일 : 학교법인 대륙학원 인가
- 1964년 12월 5일 : 이리삼남여자고등학교 설립인가(6학급)
- 1968년 12월 26일 : 이리성신여자고등학교로 교명 변경
- 1975년 9월 16일 : 이중하 이사장 법인 및 학교경영권 인수
- 1975년 9월 16일 : 학교법인 초헌학원으로 법인명 변경
- 1975년 9월 16일 : 이일여자고등학교(裡一女子高等學校)로 교명 변경
- 1984년 3월 17일 : 야간 특별학급 증설(15학급)
- 1995년 2월 28일 : 야간 특별학급 폐지
- 2009년 12월 23일 : 자율학교 지정(교과부 재정지원사업) 교과교실제 운영학교(수준별 이동수업형)
- 2022년 12월 13일 : 허경원 이사장 취임
- 2024년 2월 7일 : 제57회 졸업식(졸업생 172명, 누계 18,979명)
- 2024년 3월 4일 : 입학(학생수 186명)
- 2024년 9월 1일 : 김선기 교장 취임

## 참고 자료
- 이일여자고등학교 - 한국교육학술정보원 학교알리미